# Система связи «Белая Алиса»
Система связи «Белая Алиса» (англ. The White Alice Communications System, WACS) — телекоммуникационная сеть ВВС США, состоявшая из 80 радиостанций, построенных в Аляске в Холодную войну.
В ней использовался принцип тропосферного распространения для загоризонтной связи и радиорелейная связь прямой видимости (англ. Line-of-sight propagation).
Радиоточки отличались огромными параболическими антеннами тропосферного распространения, а также меньшими по размеру микроволновыми тарелками.

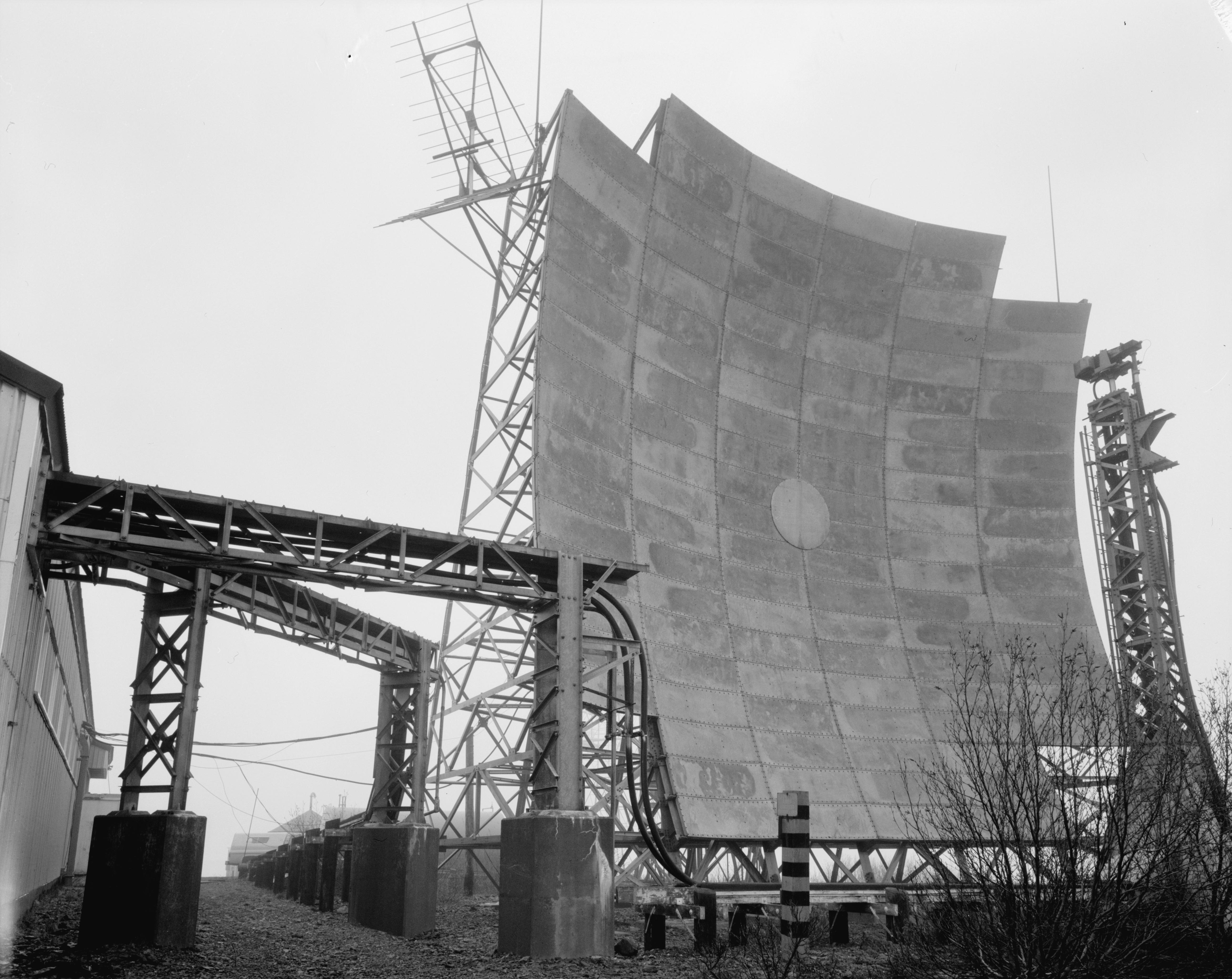
Босуэлл. Тропосферная антенна и рупорный облучатель

Система соединяла отдалённые объекты воздушных сил на Аляске, такие как станции авиаконтроля и предупреждения, линию «Дью» и систему раннего предупреждения запуска баллистических ракет (англ. Ballistic Missile Early Warning System). Второе её назначение — гражданская телефонная связь.
Технология являлась передовой для своего времени, однако стала неактуальной в течение 20 лет после изобретения спутниковой связи.

## Предыстория

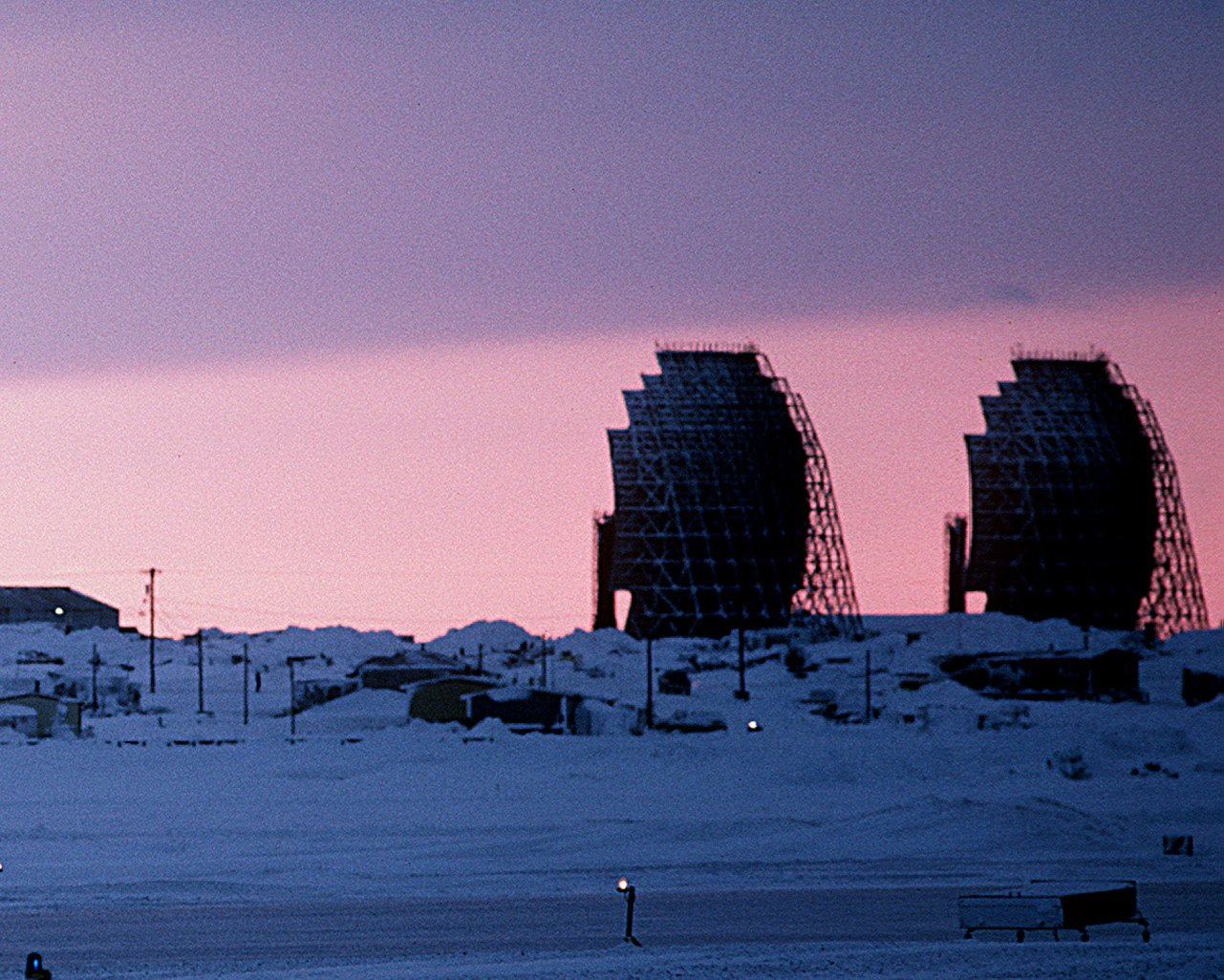
Бартер, Аляска. Антенны

Белая Алиса спроектирована в 1950-х годах, когда в Аляске пользовались базовой телефонной связью. Например, до её создания лишь один телефонный звонок за сеанс производился из Нома в Фэрбанкс. Связь улучшилась после постройки Белой Алисы, но даже в середине 60-х житель Анкориджа звонил в континентальные штаты из единственного места в городе.
ВВС расположили её со множеством вспомогательных строений в штате для обеспечения надежного соединения с раскинувшимися и часто труднодоступными территориями.
Строительство началось в 1955 г. и завершилось в 1958. Всего на территории Аляски была построена 71 установка. Система создана компанией Western Electric и гражданские подрядчики обслуживали её. В 1976 сдана в аренду Alascom. К концу 70-х гг. большую часть установок деактивировали.
В 1950-х годах ВВС пользовались кодовыми наименованиями из сочетаний двух слов, и Белая Алиса была выбрана в качестве названия проекта. Достаточно очевидно, что первое слово указывает на арктический климат, однако не ясно, по какой причине выбрано второе слово названия. Некоторые источники предполагают, что Алиса это акроним (англ. ALaska Integrated Communications Enterprise). Другие источники считают, что название выбрано в честь актрисы Элис Уайт. Возможно, оно выбрано без конкретной на то причины.

## Создание

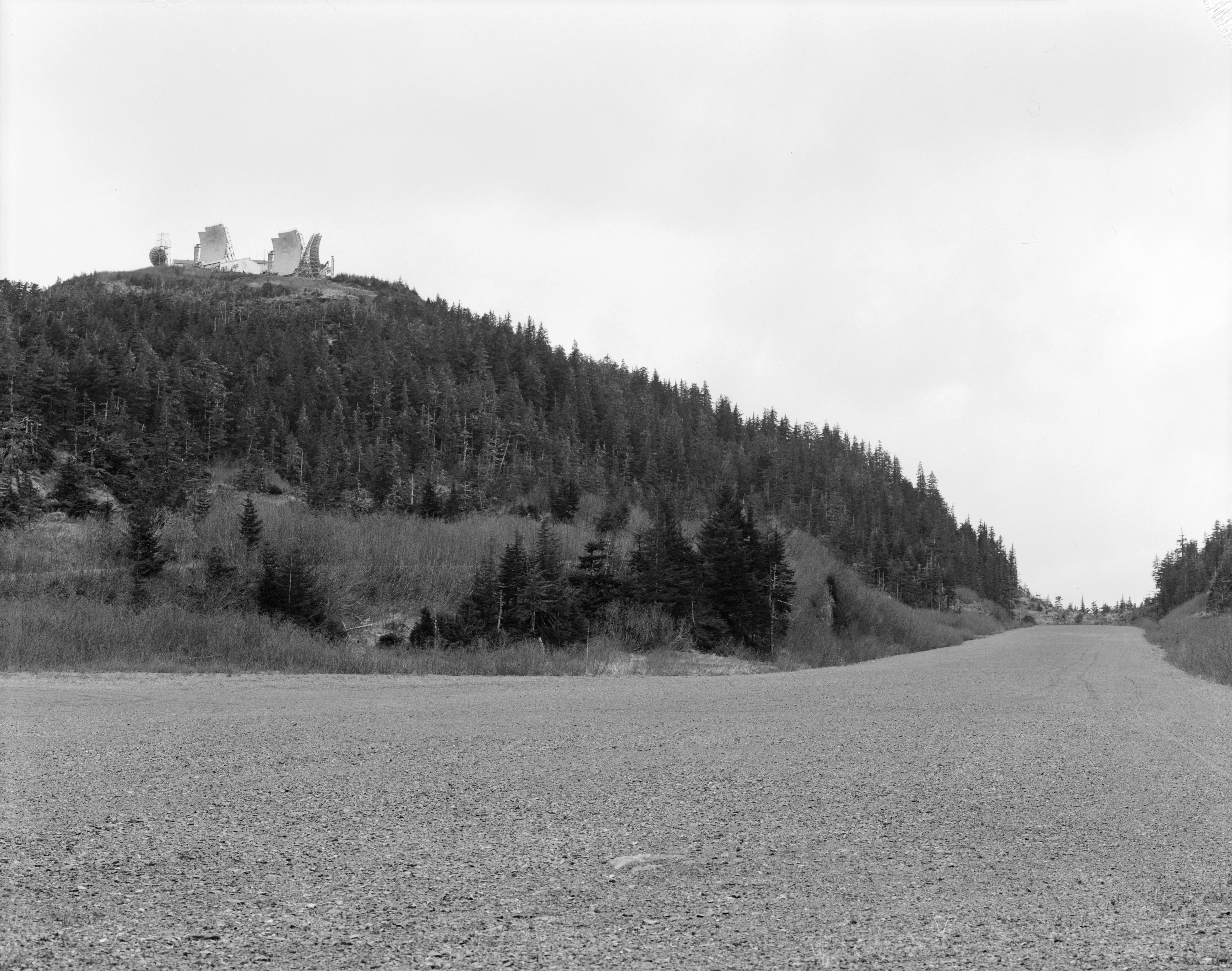
Босуэлл. На фото видно, насколько удалены установки. Чтобы подняться к некоторым из них, задействованы канатные дороги

Инженерные войска США обследовали и выбрали места для расположения будущих конструкций. Войска также построили их в 11 из 31 местах. Процесс выбора ставил задачу, чтобы команды изучения проверяли пути передачи за счёт размещения, каждая команда в своём месте, вышек связи в зимнее время. Некоторые точки были легкодоступными, но большинство — далеко от цивилизации на горных вершинах. Для обследования территорий собачьими упряжками и вертолётами было доставлено 14 тонн оборудования.
Постройка вышла чрезвычайно дорогой, по первоначальным оценкам её в $30 млн, однако уже первая стадия строительства потребовала $110 млн. Итоговая стоимость проекта Стрэйтчаут(англ. Stretchout) — $300 млн. Часть затрат были по причине того, что Western Electric недооценивали требования по обслуживанию. Они первоначально считали, что для работы станций понадобится 6 человек персонала и один дизельный генератор мощностью 25 кВт. Однако каждая станция нуждалась в 20 людях и генераторе от 120 до 180 кВт.
В самых отдалённых зонах строились аэродромы снабжения. Поскольку электричество недоступно, стояла необходимость разместить дизельные генераторы, топливные цистерны и постройки для проживания. Во многих местах техзоны на вершинах гор соединялись с жильём посредством канатных дорог. Самих же антенн ставили по 4. Они располагались парами, направленные в противоположные стороны, для приёма и передачи информации между соседними станциями.

## Функционирование

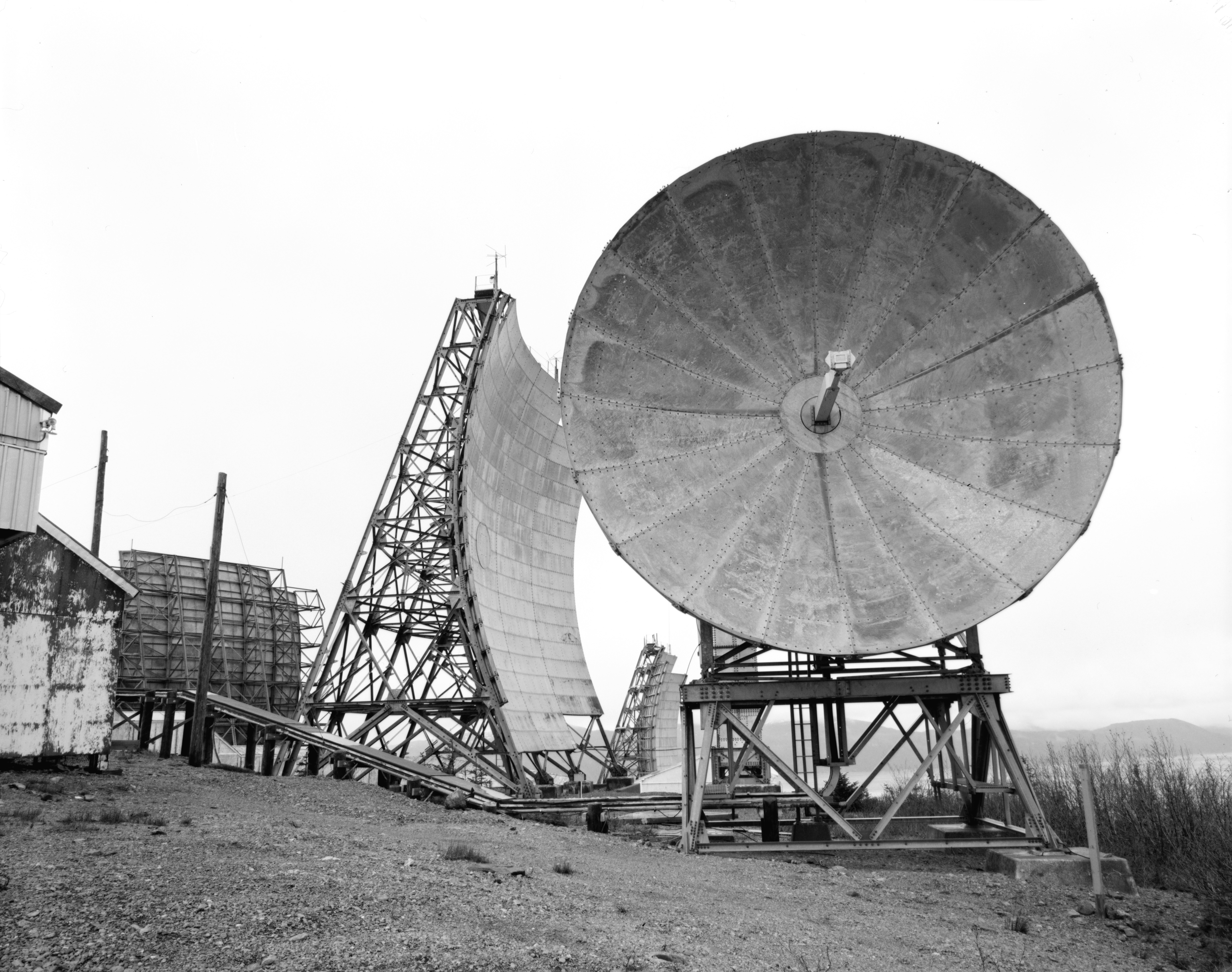
Босуэлл. Антенна, направленная на Мидлтон-Айленд на переднем плане (9 метров), антенна 18x18 метров на заднем плане

Система работала на частоте примерно 900 МГц и применяла пространственное и частотное разнесение, а также мультиплексирование, 132 голосовых канала одновременно.
Установки для тропосферной связи представляют собой параболические рефлекторы, размерами 18x18 и 37x37 метров, похожие на рекламные щиты, направленные под малым углом к горизонту. Радиоволны рассеиваются в тропопаузе, возвращаясь за горизонтом обратно на землю, что позволяет осуществлять связь между точками, отдалёнными на сотни километров. Две антенны для пространственного разнесения нужны на случай, если связь одной из антенн встречает препятствие, другая антенна все ещё может осуществлять передачу, так что передача не прерывается. Для частотного разнесения антенны работают на двух разных частотах. Использование и частотного, и пространственного разнесения названо счетверённым (англ. quad diversity).
Выходная мощность по большей части составляла 10 кВт, использовались антенны размером 18x18 метров.
Для дальней связи применялись антенны 37x37 метров, с вых. мощностью 50 кВт, для связи между ближайшими станциями служили круглые параболические тарелки диаметром 9 метров и выходной мощностью 1 кВт.

## Последствия
После 1970 г. Белая Алиса передана Воздушными силами компании Alascom и работала в режиме гражданского пользования до конца 70-х, однако затем вытеснена терминалами спутниковой связи. Последнее соединение от Босуэлл-Бэй до Неклассон-Лэйк с Мидлтон-Айлендом работало вплоть до 1985 г.
Вандализм и суровые климатические условия стали причиной того, что Министерство обороны приняло решение о сносе. Снос происходил между 1980 и 2000 гг. Некоторые места загрязнены ПХД и топливом из цистерн. Загрязнение ликвидировал Департамент защиты окружающей среды Аляски. Стоимость очистки порой превышает цену самих конструкций.